# Д’Орнано, Филипп Антуан
Филипп Антуан д’Орнано (фр. Philippe Antoine d'Ornano; 17 января 1784, Аяччо, Корсика — 13 октября 1863, Париж) — французский военный и государственный деятель, граф Империи (22 ноября 1808), маршал Франции (2 апреля 1861).

## Биография
Родился в Аяччо, троюродный брат Наполеона Бонапарта (Вильсон в своих записках его ошибочно считает поляком).
В 1799 году д’Орнано поступил на военную службу в 9-й драгунский полк и принял участие в Итальянской кампании 1799—1800 годов. Затем служил на адъютантских должностях у Леклерка (в 1801—1803 годах), Себастьяни (в 1803—1804 годах) и у Бертье (в 1804 году).
В кампании 1805 года в Австрии д’Орнано с отличием сражался под Аустерлицем и был удостоен ордена Почётного легиона; в кампании 1806 года в Пруссии сыграл заметную роль в сражении при Йене и в бою под Любеком. За эти дела в 1807 году произведён в полковники и в следующем году получил графский титул.
В том же 1808 году д’Орнано отправился в Испанию, где за отличие в сражении при Фуэнтес-де-Оньоро 5 мая 1811 года получил чин бригадного генерала.
В 1812 году д’Орнано участвовал в походе Наполеона в Россию и уже в первом сражении при Островно его бригада понесла большие потери. Затем д’Орнано сражался у Бородино, где прикрывал левый фланг наполеоновской армии от кавалерийских атак М. И. Платова и Ф. П. Уварова. После сражения он командовал 14-й кавалерийской дивизией и возглавлял авангард французской армии при движении к Малоярославцу. В сражении при Красном 18 ноября д’Орнано был тяжело ранен, его посчитали мёртвым и оставили на поле боя, однако его адъютант ночью вынес д’Орнано в расположение своих войск и таким образом генерал был спасён.
В кампании 1813 года д’Орнано командовал гвардейскими драгунами, а после смерти маршала Бессьера возглавил всю гвардейскую кавалерию. В 1814 году в его командование перешла уже вся императорская гвардия. После падения Парижа д’Орнано сопровождал Наполеона на остров Эльба и вместе с ним возвратился в 1815 году.
После окончательного низложения Наполеона д’Орнано эмигрировал и возвратился во Францию лишь в 1818 году.
В 1829 году д’Орнано вновь был принят на военную службу и назначен командующим 2-м и 3-м военными округами, в 1830 году получил должность командира 4-го армейского корпуса в Туре. За отличие в подавлении восстания в Вандее в 1832 году стал пэром Франции.
В 1848 году д’Орнано по состоянию здоровья вышел в отставку и в следующем году принял участие в перевороте Наполеона III. С 1852 года д’Орнано — сенатор. 24 мая 1853 году назначен директором Дома инвалидов. 2 апреля 1861 года в престарелом возрасте получил маршальский жезл.
Граф д’Орнано скончался 13 октября 1863 года в Париже. Впоследствии его имя было выбито на Триумфальной арке.

## Семья
Д’Орнано был с 1816 года женат на польской дворянке Марии Валевской (ур. Лончиньской), которая до того была любовницей Наполеона. Его праправнук — Мишель д’Орнано (1924—1991) — был министром культуры Франции (в 1970-х и начале 1980-х годов).

## Воинские звания
- Младший лейтенант (31 марта 1799 года);
- Лейтенант (8 января 1803 года);
- Капитан (6 марта 1803 года);
- Командир батальона (24 марта 1805 года);
- Полковник (18 января 1807 года);
- Бригадный генерал (5 мая 1811 года, утверждён 16 июня 1811 года);
- Дивизионный генерал (8 сентября 1812 года);
- Маршал Франции (2 апреля 1861 года).

## Титулы

Герб графа

- Граф Орнано и Империи (фр. comte Ornano et de l'Empire; декрет от 19 марта 1808 года, патент подтверждён 22 ноября 1808 года в Бургосе)[2][3].

## Награды
Офицер ордена Почётного легиона (26 декабря 1805 года)
 Кавалер баварского Военного ордена Максимилиана Иосифа (24 марта 1806 года)
 Большой Крест ордена Воссоединения (3 апреля 1813 года)
 Кавалер Военного ордена Святого Людовика (14 ноября 1814 года)
 Командор Военного ордена Святого Людовика (30 октября 1829 года)
 Командор ордена Почётного легиона (16 ноября 1832 года)
 Великий офицер ордена Почётного легиона (18 апреля 1834 года)
 Большой крест ордена Почётного легиона (11 августа 1850 года)
 Воинская медаль (16 апреля 1853 года)
 Медаль Святой Елены (12 августа 1857 года)

## Образ в кино
- «Завоевание[англ.]» (США, 1937) — актёр Алан Маршал[англ.]